# إميل كرايغر
إميل كرايغر (بالألمانية: Emil Krieger)‏ هو نحات ألماني، ولد في 8 سبتمبر 1902 في كايسرسلاوترن في ألمانيا، وتوفي في 6 سبتمبر 1979 في ميونخ في ألمانيا.